# Francisca de Fuentes del Castillo
Francisca del Espíritu Santo (Manila, Filipines, 1647 – 24 d'agost de 1711), de nom real Francisca de Fuentes del Castillo, va ser una monja filipina, la primera priora de la congregació de les Germanes Dominiques de Santa Caterina de Siena. Ha estat proclamada serventa de Déu per l'Església catòlica.
No s'ha de confondre amb la venerable Francesca de l'Esperit Sant, nascuda Caroline Baron (1820–1882), fundadora de la congregació de les Germanes Franciscanes de l'Esperit Sant.

## Biografia
Francisca de Fuentes del Castillo, nascuda a Manila el 1647, era filla de Simón de Fuentes, espanyol, i Ana Maria del Castillo y Tamayo, mestissa. Ben jove, va casar-se amb un cavaller que morí aviat sense que haguessin tingut fills. Francisca de Fuentes es dedicà llavors a la beneficència i la pregària, atenent pobres i malalts. Després d'una visió de Sant Domènec de Guzmán i Sant Francesc d'Assís i va fer-se membre del Tercer Orde de Sant Domènec en 1682, prenent el nom de Francisca del Espíritu Santo.
En 1686, Francesca de Fuentes amb Antonia de Jesús Esquerra, María Ana de Fuentes (germana de Francisca) i Sebastiana Salcedo, van demanar de poder viure en comunitat, dedicades a la pregària i la pràctica de la virtut mentre feien apostolat social; la idea no era professar vots solemnes, sinó continuar essent terciàries, formant un beateri. El mestre general dels dominics els ho permeté el gener de 1688. Malgrat l'oposició del seu director espiritual, el dominic Juan de Santo Domingo, Francisca va treballar per fer realitat aquest projecte, fins que el mateix Juan de Santo Domingo acabà donant-los suport, tot declarant: «Això ja no té remei, aquestes beates es van entestar que hi havia d'haver beateri i al final se n'han sortit, fins i tot amb total repugnància per la nostra part.»
En 1688, sota la direcció d'aquest frare, considerat com a fundador del beateri, van començar a viure juntes a la casa d'Antonia de Esguerra, que havia mort. El 26 de juliol de 1696, el beateri fou formalment establert, amb Francisca de Fuentes com a fundadora i primera priora, i les mares María i Rosa de Santa María. La comunitat es posà sota el patronatge de Santa Caterina de Siena, prenent el nom de Beateri de Santa Caterina de Siena, que donaria lloc a la congregació de Germanes Dominiques de Santa Caterina de Siena, acceptat al capítol dominic de 1698.
El 1703, l'arquebisbe de Manila Diego Camacho va voler controlar el beateri, especialment perquè les seves integrants feien professió de vots solemne, com si es tractés d'un convent. Va entrar en conflicte amb els superiors dels dominics, va excomunicar les beates, i el beateri va ser clausurat. Les beates van deixar l'hàbit i van marxar «exiliades» al col·legi de Santa Potenciana, on passaren dos anys, que elles anomenaren «l'exili a Babilònia». El capità i terciari dominic Juan de Escaño y Córdova, que pertanyia a l'alta societat espanyola, va fer de mitjancer en el conflicte amb l'arquebisbe. Atès que les diferències tenien una base econòmica, perquè les beates, tot i fer diverses tasques no obtenien ingressos suficients per mantenir-se, el capità Escaño va córrer amb les despeses del beateri, fins i tot aportant-hi pintures adquirides a Nova Espanya i llegant al beateri la seva fortuna de més de 40.000 pesos. Cap al 1706, l'arquebisbe va canviar d'opinió i les beates van poder tornar a la seva casa, prenent l'hàbit dominic i vivint amb uns estatuts propis. L'autorització episcopal és del 26 de març de 1706.
Llavors hi havia quinze germanes, amb algunes germanes llegues, totes de família espanyola. El mateix any, el beateri es convertí en col·legi i va començar a admetre mestisses i indígenes filipines, a qui s'ensenyava religió, lectura i escriptura, aritmètica, música, brodat i altres tasques manuals. Per poder rebre l'eucaristia diàriament, i com que el beateri no tenia capella, van construir un passadís que comunicava l'edifici amb la capella del col·legi de Sant Juan de Letrán.
La vida de contínua penitència i mortificació va afectar la salut de la fundadora, que caigué malalta i morí el 24 d'agost de 1711. Fou soterrada a la capella del Colegio de San Juan de Letrán de Manila.

## Veneració
Obert el procés de beatificació, l'11 de març de 2003, Francisca del Espíritu Santo va ser proclamada Serventa de Déu, segons el protocol 2533 de la Congregació per a les Causes dels Sants de la Santa Seu. L'any 2029 el Vaticà va ascendir el seu estatus de Serventa de Déu a Venerable.